# V.V. Järner
Väinö Vilhelm Järner (efternamn fram till år 1939 Viherkoski), född 16 september 1910 i Borgå, död 12 oktober 1997 i Borgå, var en finlandssvensk lärare och författare. Han erhöll ett flertal pris för sin dramatik, och blev ofta kallad absurdist. 
V.V. Järner var barn till forman Vilhelm Viherkoski (ursprungligen Sarenius) och torgförsäljare Edla Amalia Backman. Efter avlagd pedagogieexamen vid Nykarleby seminarium 1939 blev han lärare i Boxby i Sibbo 1939–1947 och därefter i Borgå fram till sin pensionering 1970. 
Järner debuterade som lyriker med Blått och frontgrått (1942), en diktsamling präglad av hans krigserfarenheter. Ytterligare tre diktsamlingar tillkom under ett knappt decennium. 
Mest produktiv och framgångsrik var Järner som dramatiker. Av det femtiotal pjäser som finns i Svenska litteratursällskapets arkiv har ett tjugotal uppförts men bara en bråkdel utgivits i tryck. Järner spelades förutom på de stora finländska scenerna även i de andra nordiska länderna och i Tyskland. Flera pjäser spelades också i radio och tv. 
Järner skrev två självbiografiska romaner, Torget (1956) och Fackeltåget (1978).

## Publicerade verk

### Lyrik
- Blått och frontgrått (1942, Söderströms)
- Lergök (1946, Söderströms)
- Fågelklo i mullen (1947, Söderströms)
- Tête masquée (1951, Söderströms)

### Dramatik
- Hela klassen med (tills. med Alfred Tallmark) (1947)
- Ont mörker (1950)
- Över sundet (hörspel) (1950)
- Spränga is (1951)
- Slå mig inte Goljat (hörspel) (1952)
- Systrar (hörspel) (1954)
- Duvan med olivbladet (1955)
- Ellmenius (hörspel) (1955)
- Försoningsblomman (hörspel) (1956)
- Goubitsky och jag (1961, tryckt 1962)
- Tre skådespel. Goubitsky och jag, Leve generalkonsuln!, Exekutionen (1962, Söderströms)
- Fru Blubes hus (1964, tryckt 1973)
- Ta fast malen! (tryckt 1973)
- Eva Maria (tv-drama) (1965)
- Supé med Arman klockan åtta (tv-drama) (1965)
- Prinssi Maxie (övers. Katri Veltheim) (1965)
- Självständighetsfesten (1967)
- Konfirmationen (1968)
- Tre pjäser. Ta fast malen!, Fru Blubes hus, Skyddsrummet (1973, Söderströms)
- Villa med simbassäng (1977)

### Prosa
- Torget (1956, Söderströms)
- Fackeltåget (1978, Söderströms)